# Robby Takac
Robert Carl "Robby" Takac, född 30 september 1964 i Buffalo, New York, är en amerikansk musiker, basist i rockbandet Goo Goo Dolls. När han inte turnerar med Goo Goo Dolls jobbar han som producent och driver inspelningsstudion ChameleonWest, där han arbetar med oupptäckt talang i Buffalo. Robby bor i Los Angeles med sin fru Miyoko.